# Músculo aductor menor
En anatomía humana, el músculo aductor menor o cuarto aductor es un pequeño y delgado músculo esquelético del muslo que constituye la parte superior y lateral del músculo aductor mayor. El aductor menor y el aductor mayor están frecuentemente separados por una rama de la arteria perforante superior (procedente de la arteria femoral profunda), de tal forma que el primero es considerado independiente del segundo ya que es esencialmente una entidad separada.

## Origen e inserción
El músculo aductor menor se origina en la pelvis en la rama inferior del hueso pubis, como la parte más anterior del músculo aductor mayor.
Se inserta en la parte posterior del fémur, en el labio medial de la línea áspera, y por lo tanto cruza la parte proximal del aductor mayor verdadero.

## Acción
Aduce y rota lateralmente el fémur.

## Inervación
Comparte inervación con el músculo aductor mayor; el nervio obturador inerva la parte unida a la línea áspera, mientras que el nervio tibial inerva la parte insertada en el tubérculo del aductor del fémur.

## Variación
En el 33% de la población se halla un músculo supernumerario entre el aductor corto y el aductor menor. Cuando está presente, este músculo se origina en la parte superior de la rama inferior del hueso pubis, desde donde discurre hacia abajo y lateralmente. En la mitad de los casos, se inserta en la superficie anterior de la aponeurosis de inserción del músculo aductor menor. En el resto de los casos, se inserta, bien en la parte superior de la línea pectínea del fémur, o en la parte posterior del trocánter menor. Aunque es similar a los aductores vecinos, se forma a partir de la separación de la capa superficial del músculo obturador externo, y por lo tanto no está relacionado ontogénicamente con los aductores.

## Imágenes adicionales
- Wikimedia Commons alberga una galería multimedia sobre muslo.

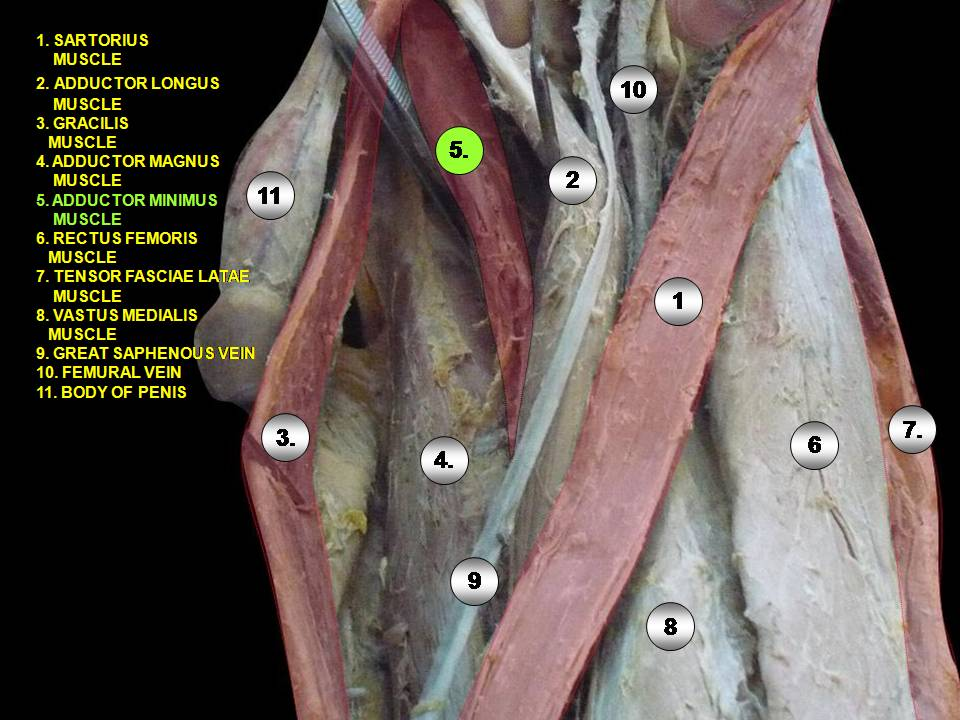
Músculo aductor menor en una disección.